# Авдеевка (Белгородская область)
Авде́евка — село в Прохоровском районе Белгородской области. Входит в состав Ржавецкого сельского поселения.

## География
Находится в северной части Белгородской области, в лесостепной зоне, в пределах юго-западного склона Среднерусской возвышенности, на левом берегу реки Северский Донец, на расстоянии примерно 16 километров (по прямой) к юго-востоку от Прохоровки, административного центра района. Абсолютная высота — 184 метра над уровнем моря.

### Климат
Климат характеризуется как умеренно континентальный, с относительно мягкой зимой и тёплым продолжительным летом. Среднегодовая температура воздуха — 5,4 °C. Средняя температура воздуха самого холодного месяца (января) — −9,2 °C; самого тёплого месяца (июля) — 16,4 — 24,3 °C. Безморозный период длится в среднем 155—160 дней. Годовое количество атмосферных осадков — 527—595 мм, из которых большая часть выпадает в тёплый период.

### Часовой пояс
Село Авдеевка как и вся Белгородская область, находится в часовой зоне МСК (московское время). Смещение применяемого времени относительно UTC составляет +3:00.

## История
Авдеевка основана в 90-х годах XVII  века. Боярскому сыну Антону Авдееву в 1635 году была пожалована земля вблизи Хмелевого и Журавлиного логов, на Белом Колодзе, который впадает с левой стороны в Северный Донец. Однако Авдеев продолжал жить на прежнем месте (в деревне Ольшанце), и только его внуки основали деревню на его земле, дав ей название в честь предка.
В 1869 году была построена Казанская деревянная церковь во имя Казанской иконы Пресвятой Богородицы, с приходом 455 душ. В это же время строится министерская школа, которая просуществовала до 1998 года.
По данным переписи в 1857 году а деревне Авдеевка Подольшанской волости — «222 души мужского пола». По переписи 1885 года в деревне было: 80 дворов, 317 душ мужского пола и 326 — женского, всего – 643 жителя. Основными промыслами считались:  «батрачина и поденщина, плугарство, то есть обработка плугами чужой земли по найму», пчеловодство. 
После Великой Отечественной войны произошло объединение и село Ржавец вошло в состав крупного совхоза имени Ворошилова.
По данным переписи в 1979 году на территории Авдеевки проживало 158 жителей, на момент 1989 года - 115 человек (48 мужчин и 67 женщин), на 1998 год в селе Авдеевка было 52 хозяйства и 111 житель.

## Население
| 2002 | 2010 |
| ---- | ---- |
| 108  | ↘98  |

### Половой состав
По данным Всероссийской переписи населения 2010 года в гендерной структуре населения мужчины составляли 52 %, женщины — соответственно 48 %.

### Национальный состав
Согласно результатам переписи 2002 года, в национальной структуре населения русские составляли 85 %.